# República Centro-Africana
A República Centro-Africana, (em sango: Ködörösêse tî Bêafrîka, em francês: République centrafricaine) também chamada República da África-Central e Centráfrica, é um país localizado no centro da África, limitado a norte pelo Chade, a nordeste pelo Sudão, a leste pelo Sudão do Sul, a sul pela República Democrática do Congo e pela República do Congo, e a oeste pelos Camarões. A capital do país é a cidade de Bangui.
A maior parte da República Centro-Africana consiste em savanas, mas o país também inclui uma zona Saaral-sudanesa no norte e uma zona de floresta equatorial no sul. Dois terços do país estão na bacia do rio Ubangui (que desemboca no rio Congo), enquanto o terço restante está localizado na bacia do Chari, que desemboca no Lago Chade.
O que hoje é a República Centro-Africana foi habitada há milênios. No entanto, as fronteiras atuais do país foram estabelecidas pela França, que governou o país como uma colônia a partir do final do século XIX. Depois de conquistar a independência da França em 1960, a República Centro-Africana foi governada por uma série de líderes autocráticos. Na década de 1990, as chamadas para a democracia culminaram nas primeiras eleições democráticas multipartidárias em 1993, quando Ange-Félix Patassé se tornou presidente. Em 2003, através de um golpe de Estado, o general François Bozizé destituiu Patassé é e assumiu o poder. A guerra civil no país iniciou-se em 2004 e, apesar de um tratado de paz em 2007 e outro em 2011, eclodiram combates entre o governo, muçulmanos e facções cristãs em dezembro de 2012, levando a uma limpeza étnica e religiosa e deslocamentos populacionais massivos em 2013 e 2014.
Apesar de suas jazidas minerais significativas e outros recursos, tais como reservas de urânio, petróleo, ouro, diamantes, madeira e energia hidrelétrica, bem como quantidades significativas de terras aráveis, a República Centro-Africana está entre os dez países mais pobres do mundo.

## Etimologia
O nome da República Centro-Africana, ou simplesmente Centráfrica, deriva da localização geográfica do país na região central da África e de sua forma republicana de governo. De 1976 a 1979, o país foi conhecido como Império Centro-Africano.
Durante a era colonial, o nome do país era Ubangui-Chari (em francês: Oubangui-Chari), um nome derivado de dois grandes rios e cursos de água da África Central – Ubangui e Chari. Barthélemy Boganda, o primeiro primeiro-ministro do país, preferiu o nome "República Centro-Africana" em vez de Ubangui-Chari, supostamente porque ele imaginava uma união maior de países na África Central.

## História
Em 1920, foi criada a África Equatorial Francesa e o Ubangui-Chari foi administrado a partir de Brazzaville. Seguindo o modelo do Estado Livre do Congo do Rei Leopoldo, as concessões foram atribuídas a empresas privadas que se esforçavam por esvaziar os activos da região da forma mais rápida e barata possível, antes de depositarem uma percentagem dos seus lucros no tesouro francês. As empresas concessionárias escravizaram as populações locais para colher borracha, café e outros produtos e mantinham as suas famílias como reféns até cumprirem as suas quotas. Entre 1890, um ano após a chegada dos franceses, e 1940, a população diminuiu para metade devido a doenças, fome e exploração. Durante as décadas de 1920 e 1930, os franceses introduziram uma política de cultivo obrigatório de algodão, foi construída uma rede de estradas, foram feitas tentativas para combater a tripanossomíase africana e a doença do sono e a missão protestante. Foram estabelecidas missões para difundir o cristianismo. Foram também introduzidas novas formas de trabalho forçado e um grande número de ubanguianos foi enviado para trabalhar no Caminho de Ferro Congo—Oceano. Muitos destes trabalhadores forçados morreram de exaustão, de doença ou das más condições de trabalho, que vitimaram entre 20% e 25% dos 127 000 trabalhadores.  Em 1928, uma grande insurreição, a rebelião Kongo-Wara ou "guerra do cabo da enxada", eclodiu em Ubangui-Chari Ocidental e continuou durante vários anos. A extensão desta insurreição, que foi talvez a maior rebelião anti-colonial em África durante o período entre guerras, foi cuidadosamente ocultada do público francês, porque constituía uma prova de forte oposição ao domínio colonial francês e à servidão forçada.
Em 1958, tornou-se república dentro da Comunidade Francesa e totalmente independente em 1960. Em 1976, seu presidente, Jean-Bédel Bokassa, declarou-a império e a si próprio imperador. Após denúncias de atrocidades, ele foi deposto em 1979, e o país voltou a ser República. A instabilidade política persistiu e, em 1981, o general André Kolingba tomou o poder. O governo civil foi restaurado em 1986, com Kolingba ainda presidente. Houve reivindicações por eleições multipartidárias e o Movimento Democrático pela Renovação e Evolução na África Central (MDREC) foi constituído. Uma conferência constitucional fracassou em 1992 e o líder do MDREC foi aprisionado. Em 1993, ocorreram eleições livres, vencidas no segundo turno por Ange-Félix Patassé, ex-primeiro-ministro do governo Bokassa. Em 2003, um golpe de Estado depôs Patassé, e o líder rebelde François Bozizé assumiu o poder. Dois anos depois, ele organizou eleições presidenciais e as venceu em segundo turno. Em 2013, Bozizé foi deposto por um novo golpe, após a coalizão rebelde Seleka assumir o controle da capital e forçar a fuga do ex-presidente para os Camarões.

## Geografia

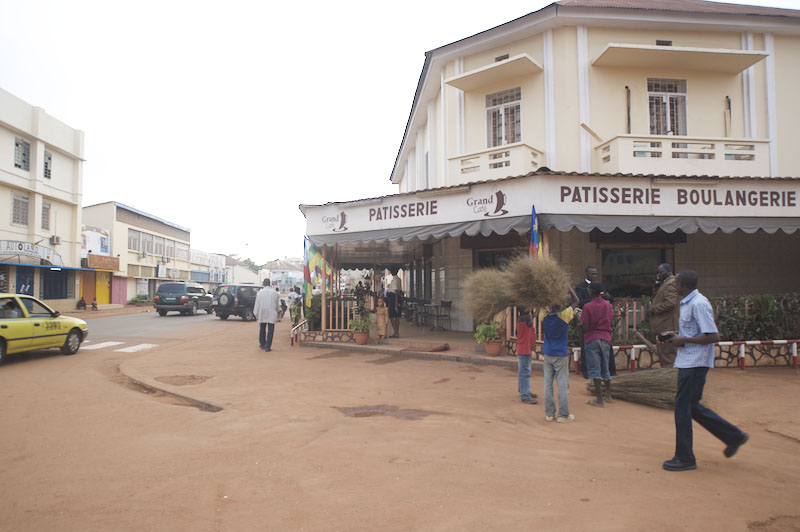
Bangui, a capital do país

A República Centro-Africana é um dos poucos países africanos sem saída para o mar. O terreno é pouco acidentado, tendo as suas maiores altitudes nos restos do maciço de Adamaoua, que chega dos Camarões, a noroeste, e no maciço dos Bongo, a nordeste. A sul, é marcado pelos vales dos rios Ubangui e Bomu. A floresta tropical resume-se à extremidade sudoeste e a algumas zonas dispersas pelo sul, sendo o restante território ocupado por savana, cada vez mais seca à medida que se caminha para norte e se aproxima do Sahel. A maior cidade é, de longe, a capital, Bangui. O Monte Ngaoui é o mais alto do país e situa-se sobre a fronteira com os Camarões, no oeste do país.

## Demografia

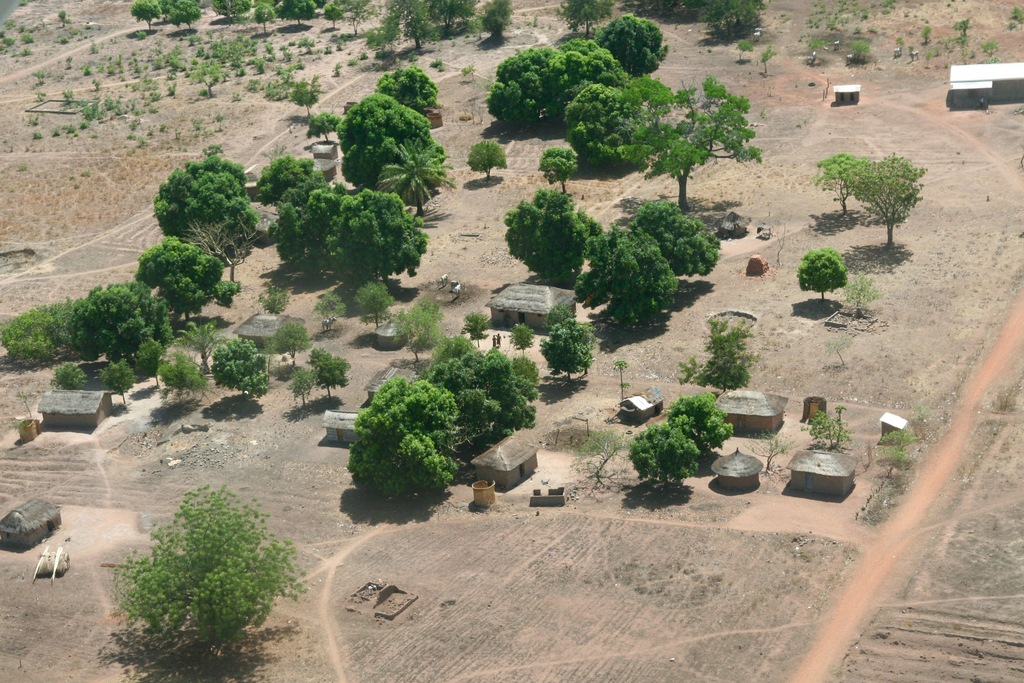
Uma aldeia nativa do país

A população quase quadruplicou desde a independência. Em 1960, a população era de 1 232 000, enquanto em 2009 a população já era de 4 444 000. Nota: As estimativas para este país levam em conta os efeitos do excesso de mortalidade devido à SIDA, o que pode resultar em menor expectativa de vida, alta mortalidade infantil e taxas de mortalidade, menor população e as taxas de crescimento, e as mudanças na distribuição da população por idade e sexo do que seria esperado. As Organizações das Nações Unidas estimam que cerca de 11% da população entre os 15 e 49 anos é portador do vírus do HIV. Apenas 3% do país tem a terapia antirretroviral disponível, em comparação com 17% de cobertura nos países vizinhos do Chade e da República do Congo.
A nação está dividida em mais de 80 grupos étnicos, cada um com sua própria língua. Os maiores grupos étnicos são os baya (33%), banda (27%), mandjia (13%), sara (10%), mboum (7%), m'baka (4%) e yakoma (4%), com os outros 2%, incluindo descendentes de europeus, principalmente franceses. A principal língua, ou língua-franca, é o sango (que também é língua materna para 17% da população), enquanto a língua oficial e de negócios é o francês. Outras línguas nacionais incluem: mbum, zande, gbanu, caba, kako, kare, laka, mbay, ngam, mbaka, pana e yaka.

### Religião
| Religião na República Centro-Africana | Religião na República Centro-Africana | Religião na República Centro-Africana | Religião na República Centro-Africana | Religião na República Centro-Africana |
| ------------------------------------- | ------------------------------------- | ------------------------------------- | ------------------------------------- | ------------------------------------- |
| Religião                              |                                       |                                       | % aprox.                              |                                       |
| Cristianismo                          | Cristianismo                          |                                       | 66,02%                                | 66,02%                                |
| Crenças tribais                       | Crenças tribais                       |                                       | 18,39%                                | 18,39%                                |
| Islão                                 | Islão                                 |                                       | 14,65%                                | 14,65%                                |
| Outras crenças                        | Outras crenças                        |                                       | 0,94%                                 | 0,94%                                 |

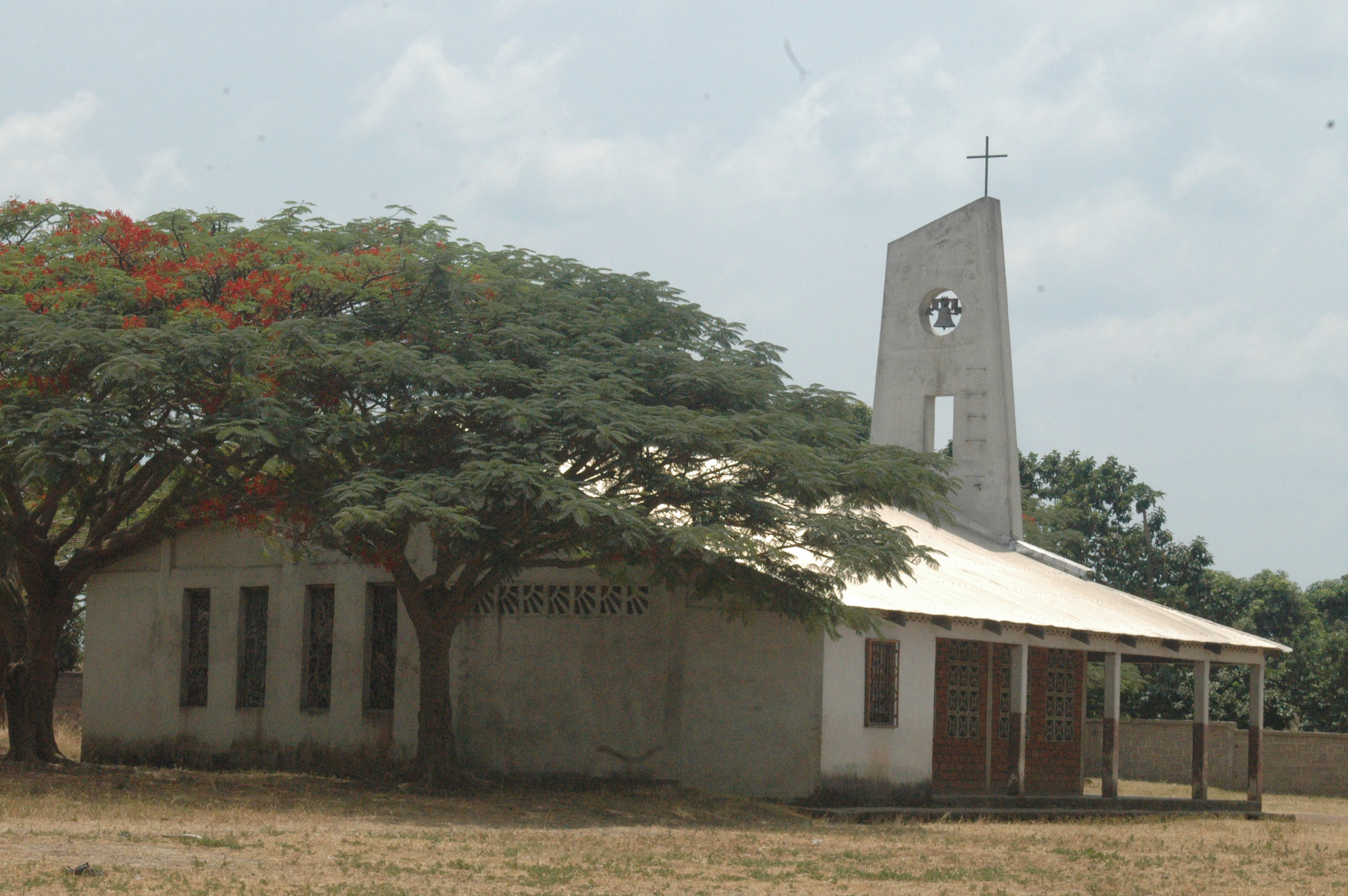
Uma Igreja cristã na República Centro-Africana

Os cristãos formam 66% da população, enquanto 18% da população mantém elementos das religiões tradicionais africanas. O islão é praticado por cerca de 15% da população do país.[carece de fontes?]
Há muitos grupos missionários que operam no país, incluindo os luteranos, batistas, católicos, os mórmons e as Testemunhas de Jeová. Embora estes missionários sejam predominantemente dos Estados Unidos, França, Itália e Espanha, muitos são também da Nigéria, República Democrática do Congo e outros países africanos. Muitos missionários deixaram o país devido aos combates entre rebeldes e forças do governo em 2002 e 2003. Muitos já voltaram para o país e retomaram as suas atividades.

### Língua oficial
O país possui duas línguas oficiais: o francês e o sango (também chamado shango), uma língua crioula baseado na língua ngbandi, tendo semelhança com muitas palavras francesas. É um dos poucos países africanos a ter uma língua africana como oficial.

## Política
A República Centro-Africana é uma república presidencialista. O presidente é o chefe de Estado e o chefe de governo, eleito por voto popular para um período de seis anos. É ele quem indica o primeiro-ministro e preside o conselho de ministros.
Até o golpe de Estado contra François Bozizé, em 2013, o país contava com uma Assembleia Nacional composta por 105 membros, eleitos para um período de cinco anos através de eleição em dois turnos.
O presidente é eleito por voto popular para um mandato de seis anos e o primeiro-ministro é nomeado pelo presidente. O presidente também nomeia e preside o Conselho de Ministros, que inicia as leis e supervisiona as operações do governo. No entanto, a partir de 2018, o governo oficial não está no controle de grandes partes do país, que são governadas por grupos rebeldes.
O presidente em exercício desde abril de 2016 é Faustin Archange Touadera, que acompanhou o governo interino sob o comando de Catherine Samba-Panza. O primeiro-ministro interino é Henri-Marie Dondra.
A Assembleia Nacional da República Centro-Africana tem 131 membros, eleitos para um mandato de cinco anos usando o sistema de duas rodadas.
Como em muitas outras ex-colônias francesas, o sistema legal da República Centro-Africana é baseado na lei francesa. O Supremo Tribunal Federal do país, ou Cour Supreme, é composto de juízes nomeados pelo presidente. Há também um Tribunal Constitucional, e seus juízes também são nomeados pelo presidente.

## Subdivisões
A República Centro-Africana divide-se em 14 prefeituras administrativas, 2 prefeituras econômicas e 1 comuna autônoma. As 14 prefeituras são:
- Bamingui-Bangoran
- Basse-Kotto
- Haute-Kotto
- Haut-Mbomou
- Kémo
- Lobaye
- Mambéré-Kadéï
- Mbomou
- Nana-Mambéré
- Ombella-M'Poko
- Ouaka
- Ouham
- Ouham-Pendé
- Vakaga

## Economia

Principais produtos de exportação da Rep.Centro-Africana em 2019.

É um país de economia bastante agrícola: agricultura de subsistência (mandioca, milhete, inhame, milho, etc.) e de exportação (café e algodão), e criação de gado. A principal fonte de riqueza mineral é a produção de diamantes. A industrialização limita-se ao beneficiamento de produtos minerais e vegetais. As rendas provenientes do turismo não cobrem seu déficit comercial, o que o torna um dos países mais pobres do mundo. Tal situação é agravada pelo isolamento geográfico, que contribui para desaquecer a exploração de urânio (em Bakuma), além de limitar as exportações (café, algodão, madeira, diamantes) do país. O turismo é a nova e crescente fonte de divisas.

## Infraestrutura

### Transportes

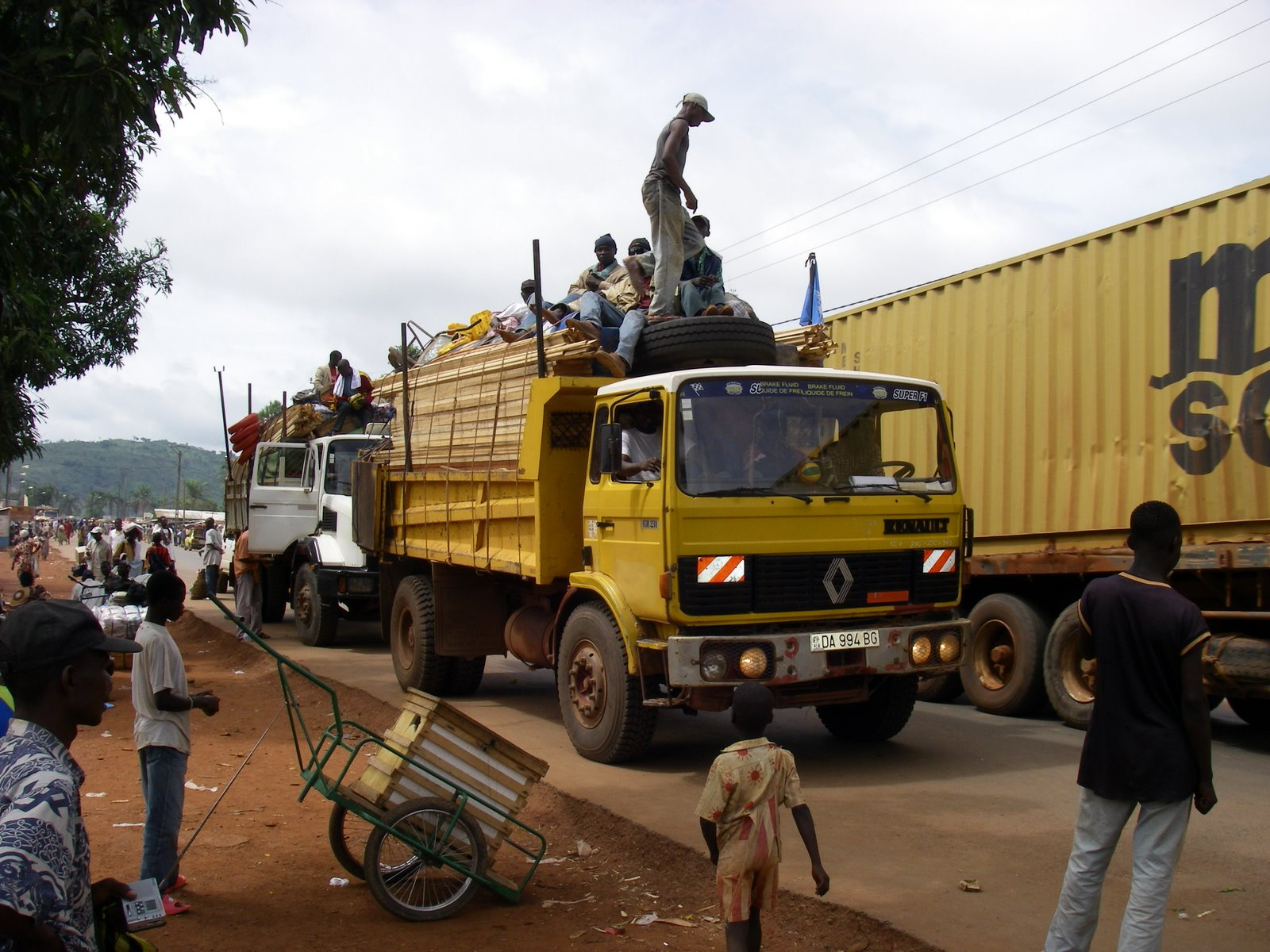
Caminhões em Bangui

Bangui é o centro de transportes da República Centro-Africana. Desde 1999, oito estradas conectam a cidade para outras cidades principais no país, além do Camarões, Chade e Sudão do Sul. Entre estas estradas, poucas estão pavimentadas. Durante a estação chuvosa de julho a outubro, algumas estradas ficam intransitáveis.
Balsas navegam a partir do porto fluvial em Bangui para Brazavile e Congo. O rio pode ser navegado a maior parte do ano, entre Bangui e Brazavile. A partir de Brazavile, as mercadorias são transportadas por via ferroviária para Pointe-Noire, porto atlântico do Congo. O porto fluvial lida com a esmagadora maioria do comércio internacional do país e tem uma capacidade de movimentação de carga de 350 000 ton; que tem 350 m de comprimento do cais e 24 000 m2 de espaço de armazenagem.
O Aeroporto Internacional de Bangui M'Poko é único aeroporto internacional da República Centro-Africana. O aeroporto detém voos diretos para Brazavile, Casablanca, Cotonu, Duala, Kinshasa, Lomé, Luanda, Malabo, Jamena, Paris, Ponta Negra e Iaundé.
Pelo menos desde 2002 tem havido planos para ligar Bangui por linhas ferroviárias ao transporte ferroviário em Camarões.

### Saúde
A expectativa de vida feminina ao nascer era de 48,2 anos e a do sexo masculino era estimada em 45,1 anos em 2007. A taxa de fertilidade é de cerca de cinco nascimentos por mulher. A despesa pública em saúde foi em estimada em U$ 20 por pessoa em 2006. Havia 8 médicos por 100 000 pessoas em 2004. Despesa pública na saúde era de 10,9% das despesas totais do governo em 2006.

## Cultura
A cultura da República Centro-Africana varia muito entre os povos e grupos étnicos. Um importante grupo étnico é composto pelos Bantus, em particular as pessoas comuns do Congo e Camarões, divididas em miríades de pessoas muito ligadas ao grupo local. Assim, cada "grande" cidade tem o seu povo, seu idioma (próximo do sango) e uma recente história vinculada aos políticos e os seus homens de poder.
| Data         | Nome em português           | Nome local                            | Observações      |
| ------------ | --------------------------- | ------------------------------------- | ---------------- |
| 13 de agosto | Dia da Independência        | Fête de l'Indépendance                |                  |
| 29 de março  | Morte de Bartolomeu Boganda | Décès du Fondateur Barthélémy Boganda | Fundador do país |